# De Havilland DH.82 Tiger Moth
Die de Havilland DH.82 Tiger Moth (deutsch Tigermotte, Bezeichnung von Nachtfaltern aus der Familie der Bärenspinner) ist ein einmotoriges Doppeldecker-Schulflugzeug, das 1931 seinen Erstflug hatte. Entworfen von Geoffrey de Havilland, wurde es über 7000 Mal gebaut und hauptsächlich als Schulflugzeug bei der britischen Royal Air Force (RAF) eingesetzt. Nach Ende der Einsatzzeit um 1950 wurden viele DH.82 zivil genutzt, und eine ganze Reihe davon fliegen heute noch auf Veteranentreffen.

## Geschichte
Der Tiger-Moth-Prototyp war von der De Havilland DH.60T Moth Trainer abgeleitet. Bei der DH.60T wurde die obere Tragfläche gegen den Rumpf mit vier senkrechten Streben abgestützt, die um das Cockpit angeordnet waren und deshalb im Notfall einen Ausstieg behindern konnten. Bei dem neuen Trainer, der nach der Spezifikation 15/31 des Air Ministry konstruiert wurde, waren die vier Streben zu zwei V-Streben zusammengefasst und nach vorne vor das Cockpit versetzt. Eine Pfeilung sowohl bei der oberen als auch der unteren Tragfläche um 19 Inches (48 cm) an den Flügelspitzen kompensierte die damit verbundene Verlagerung des Schwerpunkts. Ansonsten war das nun als Tiger Moth bezeichnete Flugzeug mit seinem Vorgänger DH.60T identisch. So wurden auch die acht Vorserienmaschinen noch als DH.60T Tiger Moth exportiert, sodass für eine kurze Übergangszeit das Suffix „T“ seine Bedeutung von „Trainer“ in „Tiger Moth“ änderte.
Die letzte der Vorserienmaschinen (G-ABPH) erhielt eine größere V-Stellung der unteren Tragfläche und eine weiter erhöhte Pfeilung, womit die Zuteilung der neuen de-Havilland-Typnummer DH.82 verbunden war. Das erste Exemplar (G-ABRC) mit dieser Bezeichnung flog am 26. Oktober 1931 von Stag Lane. Nach den Abnahmeflügen erfolgte die Zulassung für Kunstflug bei einem Fluggewicht von 1750 lb (795 kg) und auch die Übernahme als Standardtrainer der Royal Air Force (RAF).
Die britische (RAF) bestellte daraufhin 35 Flugzeuge entsprechend dem Pflichtenheft T.23/31, die an die Central Flying School (C.F.S.) und andere Schulungseinheiten verteilt wurden. Zwei weitere Tiger Moth (RAF Seriennr. S1675/76) erhielten Schwimmer von Short.
Die nächste Bestellung im Jahr 1934 waren 50 modifizierte Maschinen (T.26/33) mit einem 130-PS-Motor unter der Bezeichnung „DH.82A Tiger Moth“ bzw. „Tiger Moth II“ bei der RAF. Diese Variante erhielt ebenfalls eine Verkleidung aus Sperrholz des oberen hinteren Rumpfteils und eine Blindflughaube für das hintere Cockpit. Mit Beginn des Zweiten Weltkrieges hatte die Royal Air Force 500 Maschinen in ihrem Bestand. Viele Zivilmaschinen wurden zusätzlich als Trainer eingezogen.
Während der Battle of Britain und der erwarteten deutschen Invasion wurden 1500 Stück Bombenaufhängungen für acht Zwanzig-Pfund-Bomben produziert, um damit einen Teil der Schulflugzeuge auszurüsten und sie gegen die Invasionstruppen einzusetzen.
Am Ende des Krieges waren über 7000 Tiger Moths gebaut worden, davon 4005 Tiger Moth II während des Krieges für die Royal Air Force. Ungefähr die Hälfte der Flugzeuge stellte die Morris Motor Company her. Weitere 151 wurden in Norwegen, Schweden und Portugal in Lizenz gebaut. Weitere 2949 wurden in verschiedenen Ländern des Commonwealth gebaut. Kanada überließ der USAAF 200 Maschinen, die dort unter dem Namen PT-24 flogen. Viele Maschinen kamen später nach Neuseeland, wo sie als Agrarflugzeuge in der Landwirtschaft für Düngeflüge eingesetzt wurden.
Obwohl es zu diesem Zeitpunkt die Tiger Moths noch gar nicht gab, wird der Typ seit 1945 in vielen Filmen (z. B. Lawrence von Arabien von 1961) eingesetzt, um Flugzeuge des Ersten Weltkrieges darzustellen, vor allem, weil er als fragiler Doppeldecker zu gängigen Vorstellungen passt, leicht verfügbar war/ist und zudem eine sehr ausgereifte Konstruktion ist.

## Konstruktion

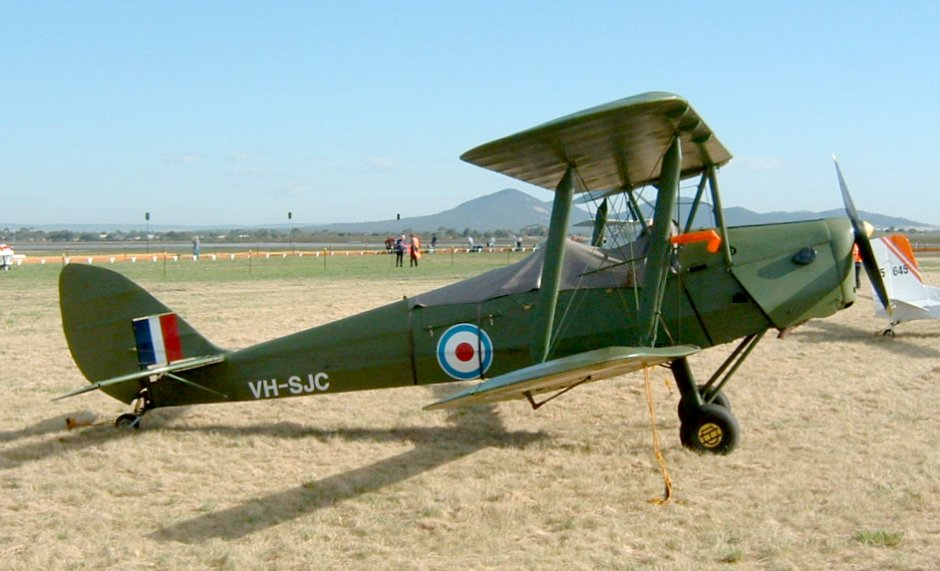
Eine De Havilland DH.82 Tiger Moth im Anstrich der australischen Luftwaffe

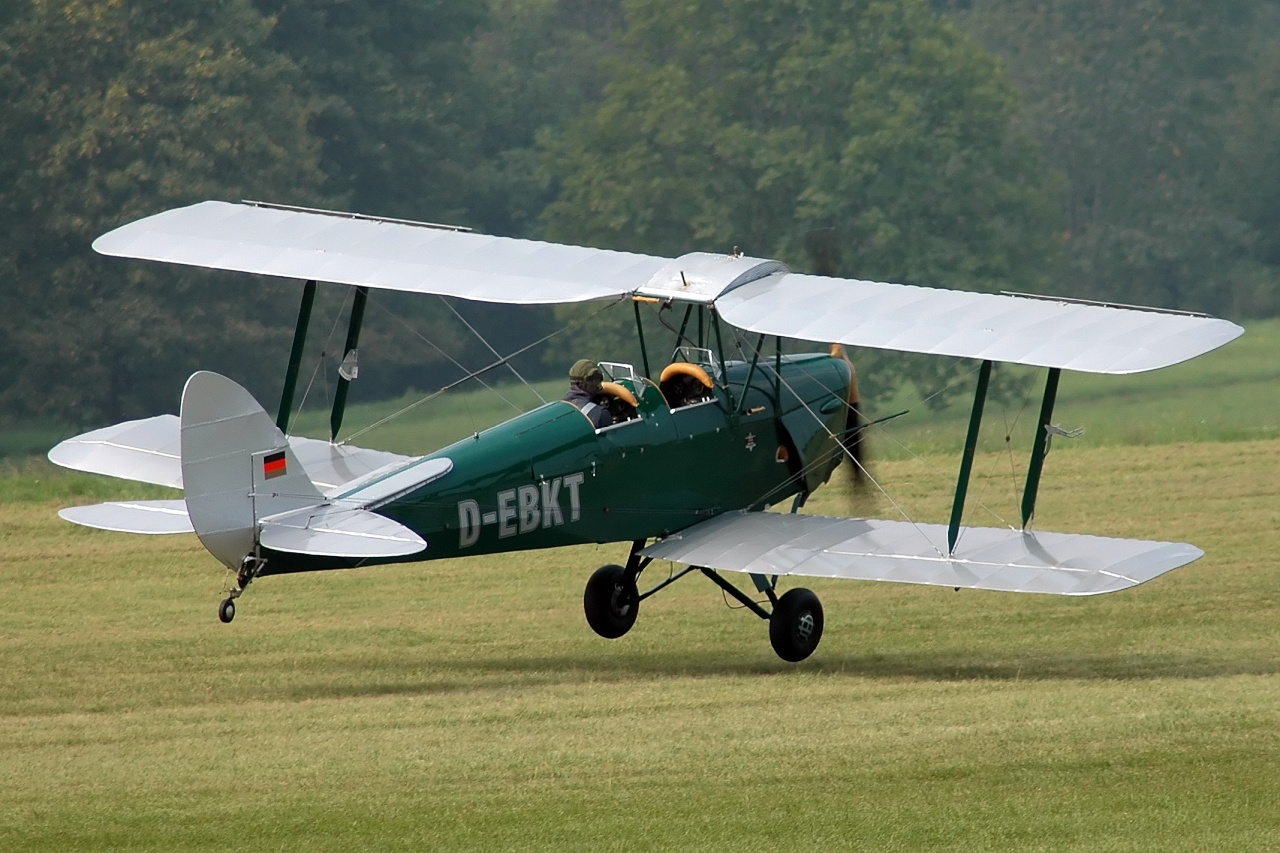
De Havilland DH.82A Tiger Moth

Die DH.82 wurde von einem luftgekühlten hängenden de Havilland Gipsy III-Vierzylinder-Reihenmotor mit 120 PS angetrieben. Im Krieg wurden zudem rund 380 Exemplare der Tiger Moth zur Schulung von Flakkanonieren als ferngesteuerte Zieldarstellungsdrohnen DH. 82B Queen Bee eingesetzt. Hierbei wurde die stoffbezogene Metallrumpfstruktur der Tiger Moth durch eine Struktur in Holzbauweise ersetzt.

## Militärische Nutzer
| - Ägypten - Australien Royal Australian Air Force Royal Australian Navy - Belgien: 31 ab 1945 - Birma Burma Volunteer Air Force Birmanische Luftwaffe - Brasilien Brasilianische Luftwaffe, 5 wurden 1932 und 12 1935 geliefert Brasilianische Marine - Ceylon - Dänemark - Deutsches Reich: einige - Finnland - Frankreich Armée de l’air - Griechenland - Britisch-Indien Royal Indian Air Force - Indien Indian Air Force - Königreich Irak - Iran: 99 importiert und 10 in Lizenz gebaut zw. 1938 u 1939 - Israel - Jordanien - Jugoslawien: 24 - Kanada Royal Canadian Air Force Royal Canadian Navy - Demokratische Republik Kongo Force Aérienne Congolaise | - Malaya Malaya Auxiliary Air Force - Niederlande Niederländische Luftstreitkräfte Koninklijke Marine Militaire Luchtvaart van het Koninklijk Nederlandsch-Indisch Leger - Neuseeland Royal New Zealand Air Force - Norwegen - Österreich: Bundesheer - Pakistan - Polen - Portugal - Südrhodesien - Spanien Spanisch Republikanische Luftwaffe - Spanien Ejército del Aire - Südafrikanische Union South African Air Force - Schweden - Sri Lanka - Thailand - Tschechoslowakei: 1 Stück von 1945 bis 1948 - Vereinigte Staaten United States Army Air Forces - Vereinigtes Königreich Royal Air Force Royal Navy - Uruguay |

## Technische Daten
| Kenngröße             | DH.82                                                                | DH.82A                                                                                 | DH.82C Gipsy Major                                           | Thruxton Jackaroo                 |
| --------------------- | -------------------------------------------------------------------- | -------------------------------------------------------------------------------------- | ------------------------------------------------------------ | --------------------------------- |
| Besatzung             | 2 (Flugschüler und Fluglehrer)                                       | 2 (Flugschüler und Fluglehrer)                                                         | 2 (Flugschüler und Fluglehrer)                               | 2 (Flugschüler und Fluglehrer)    |
| Länge                 | 7,34 m                                                               | 7,34 m                                                                                 | 7,34 m                                                       | 7,63 m                            |
| Spannweite            | 8,94 m                                                               | 8,94 m                                                                                 | 8,94 m                                                       | 9,25 m                            |
| Höhe                  | 2,68 m                                                               | 2,68 m                                                                                 | 2,68 m                                                       | 2,90 m                            |
| Flügelfläche          | 22,2 m²                                                              | 22,2 m²                                                                                | 22,2 m²                                                      | 22,2 m²                           |
| Leermasse             | 488 kg                                                               | 506 kg                                                                                 | 545 kg                                                       | 617 kg                            |
| Startmasse            | 829 kg                                                               | 829 kg                                                                                 | 829 kg                                                       | 990 kg                            |
| Höchstgeschwindigkeit | 174 km/h                                                             | 166 km/h                                                                               | 171 km/h                                                     | 163 km/h                          |
| Dienstgipfelhöhe      | 5185 m                                                               | 4270 m                                                                                 | 4453 m                                                       | –                                 |
| Reichweite            | 480 km                                                               | 480 km                                                                                 | 440 km                                                       | 400 km                            |
| Triebwerke            | 1 × 4-Zylinder-Reihenmotor de Havilland Gipsy III mit 120 PS (88 kW) | 1 × de Havilland Gipsy Major 1 oder 1F mit 130 PS (100 kW) oder 1C mit 145 PS (107 kW) | 1 × Gipsy Major 1C (145 PS) oder Menasco Pirate D.4 (125 PS) | 1 × Gipsy Major 1 oder 1F oder 1C |